# جزیره هاید پارکر
جزیره هاید پارکر (به انگلیسی: Hyde Parker Island) یک جزیره در کانادا است که در نوناووت واقع شده‌است. جزیره هاید پارکر خالی از سکنه است.